# Viaduc Salso
Le viaduc Salso (en italien viadotto Salso) est un pont en poutre-caisson autoroutier de l'A2 situé à proximité de Castrovillari, en Calabre (Italie).